# Muzeum Czekolady w Pradze
Choco Story Muzeum Czekolady (cz. Museum Čokolády) – muzeum tematyczne w Pradze.
Muzeum podzielone jest na trzy działy: historii czekolady i kakao na przestrzeni 2600 lat, historię jej wyrobu do dzisiaj i unikalną kolekcję zabytkowych opakowań tego produktu.
W muzeum organizowane są warsztaty dla grup.